# Saving Private Brian
Saving Private Brian («Спасти рядового Брайана») — четвёртая серия пятого сезона мультсериала «Гриффины». Премьерный показ состоялся 5 ноября 2006 года на канале Fox.

## Сюжет
В школу Криса приходит офицер-вербовщик, призывающий школьников вступать в ряды Армии США. Тем же вечером Крис, обманутый показанным видеофильмом, заявляет семье, что желает стать солдатом, и это приводит Лоис в ужас. На следующий день Брайан и Стьюи отправляются в военкомат (recruitment office), чтобы заявить свой протест. Там оставленный без присмотра Стьюи соглашается вступить в Армию в обмен на обещание, что ему выдадут настоящий пистолет, а заодно малыш подписывает контракт и за Брайана.
Пытаясь отвлечь сына от мыслей о службе, Питер знакомит Криса со случайно попавшейся ему на глаза музыкальной метал-группой, и те берут его к себе (за его громкий крик — Питер уронил Крису на ногу пианино).
Тем временем Брайан и Стьюи приступают к изучению Курса Молодого Бойца (basic training), но Брайану всё это кажется не по силам, и он уже готов уйти, но малыш его останавливает, напоминая о неоконченном колледже, о недописанной книге и прочем (— Ты всё в жизни бросаешь на полпути! — You have backed out of everything in your life!)
Вступив в группу, Крис начинает портиться характером, становится асоциальным и грубым типом, меняет свою внешность, а в его комнате теперь хранятся постер с Мэрилином Мэнсоном и откровенные стихи. Питер и Лоис выслеживают Мэнсона; Питер при встрече с ним завязывает драку, а Лоис обвиняет того в том, что он испортил им сына. Мэрилин предлагает родителям свою помощь. Мэнсон приходит в дом Гриффинов, где даёт лично Крису полезные советы: уважать родителей, правильно есть и больше времени проводить с отцом.
Тем временем Брайан и Стьюи оканчивают своё обучение и отправляются в Ирак, где они вживую сталкиваются с ужасами терроризма. Пёс и малыш решают комиссоваться, но это оказывается не так просто: «гомосексуализм» не даёт результатов, так как один из их командиров сам оказывается геем (хотя в призывном пункте Куахога и висел плакат, что геям в Армии США — не место); не выходит и «самострел» (выясняется, что в части служат не только раненые, но и даже мёртвые солдаты). К счастью, вовремя приходит известие, что демократия в Ираке установлена (has kicked in), война окончена, и все могут возвращаться по домам.

## Создание
Автор сценария: Черри Чеваправатдумронг
Режиссёр: Синди Танг
Композитор: Рон Джоунс.
Приглашённые знаменитости: Том Деванни, Сэм Ливайн и Луис Госсетт-младший.

## Интересные факты